# Schernberg
Schernberg is een plaats en voormalige gemeente in de Duitse deelstaat Thüringen, en maakt deel uit van de gemeente Sondershausen in het district Kyffhäuserkreis.

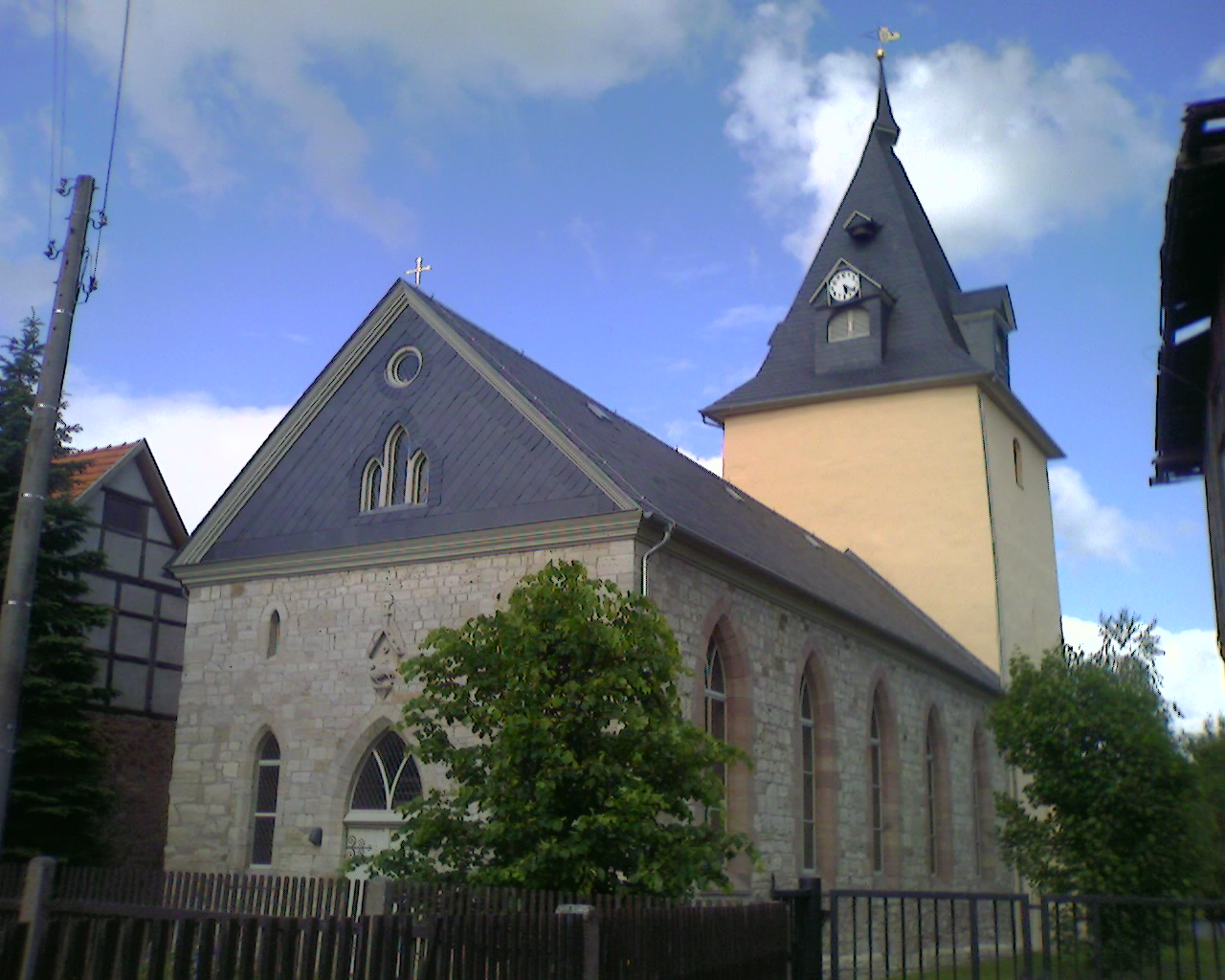
Kerk van St Crucis in Schernberg